# L.A.刺青客
《L.A.刺青客》（LA Ink）是一個真人秀的節目，內容取材於一間位在加州洛杉磯的「High Voltage Tattoo」刺青店。此節目為《邁阿密刺青客》的延伸，於2007年8月7日在美國首播。
第二季已於2008年1月8日開始播映。

## 歷史
此刺青店由刺青師凱特·方迪經營，先前她曾於《邁阿密刺青客》節目中擔任其中一位刺青師，之後因與艾米·詹姆士有了爭吵後便離開了，轉而回到洛杉磯去開創自己的刺青店並主持自己的節目。
此店的刺青師的陣容為：柯瑞·米勒（Corey Miller）、漢娜·艾琪生（Hannah Aitchison）、金姆·賽（Kim Saigh）和店經理安柏·彼西·艾希亞。
每一集的內容主要呈現每個顧客背後帶有什麼樣的故事，而這些故事又如何影響他們選擇刺青的樣式。由於刺青店就位在好萊塢附近，所以常常會有名人出現。有時節目也會將重點放在這些刺青師的個人生活上，以及女刺青師如何在這男性主導的職業中拓展勢力。

## 另見
- 邁阿密刺青客

## 外部連結
- 台灣Discovery旅遊生活頻道網站的節目介紹
- High Voltage Tattoo官方網站 （页面存档备份，存于）
- Google地圖
- LA Ink @ TLC.com
- L.A.刺青客部落格
- 凱特·方迪官方網站 （页面存档备份，存于）
- 金姆·賽官方網站 （页面存档备份，存于）